# Goyang
Goyang (kor. 고양시) – miasto leżące w prowincji Gyeonggi (Korea Południowa). Miasto liczy 1 073 069 mieszkańców (stan na rok 2006). Przemysł spożywczy, włókienniczy.

## Miasta partnerskie
- Heerhugowaard
- Qiqihar
- San Bernardino, Kalifornia
- Uljin